# Вандерсон Крісталдо Фаріас
Вандерсон Крісталдо Фаріас (порт. Wanderson Cristaldo Farias, нар. 2 січня 1988, Крузейру-ду-Уесті) — бразильський футболіст, півзахисник клубу «Спорт Ресіфі».

## Ігрова кар'єра
Розпочинав грати у футбол на батьківщині і ряді нижчолігових клубів. 23 серпня 2013 року підписав контракт з клубом Серії А «Португеза Деспортос». Дебютував у вищому дивізіоні 14 вересня в матчі проти «Флуміненсе» (1:2). Вісім днів потому він забив свій перший гол в лізі в грі проти «Інтернасьйонала» (1:0).
Влітку 2014 року перейшов у болгарський «Лудогорець». Станом на 25 лютого 2018 року відіграв за команду з міста Разграда 105 матчів в національному чемпіонаті.

## Титули і досягнення
- Чемпіон Болгарії (8):

«Лудогорець»: 2013-14, 2014-15, 2015-16, 2016-17, 2017-18, 2018-19, 2019-20, 2020-21
- Володар Суперкубка Болгарії (4):

«Лудогорець»: 2014, 2018, 2019, 2021